# Freedom (альбом Journey)
Freedom — пятнадцатый студийный альбом американской софт-рок-группы Journey, выпущенный 8 июля 2022 года музыкальным лейблом Frontiers Records.

## Об альбоме
После своего выпуска Freedom получил смешанные отзывы критиков: несмотря на то, что выступления и музыкальность получили всеобщую похвалу, критика была направлена на его производство, микширование и длину.
С пятнадцатью песнями, а также продолжительностью в 1 час 13 минут, это самый длинный альбом Journey из когда-либо выпущенных. И это если не считать различные сборники.
11-летний разрыв с Eclipse знаменует собой самый длинный промежуток времени между двумя данными альбомами на сегодняшний день.
Это единственный альбом Journey с участием барабанщика/продюсера Нарады Майкла Уолдена, а также бас-гитариста Рэнди Джексона со времен Raised on Radio. Причем оба покинули группу до выпуска альбома.
Это также первый альбом со времен Raised on Radio, в котором не участвует оригинальный басист Росс Вэлори, который был уволен из группы в 2020 году.
Название Freedom было первоначальным названием альбома Raised on Radio, которое было изменено Стивом Перри.

## Список композиций
| №  | Название                 | Автор(ы)                      | Длительность |
| -- | ------------------------ | ----------------------------- | ------------ |
| 1. | «Together We Run»        | Шон Кейн Уолден Эфрон Джексон | 4:49         |
| 2. | «Don't Give Up on Us»    | Шон Кейн Уолден               | 5:23         |
| 3. | «Still Believe in Love»  | Шон Кейн Уолден               | 5:16         |
| 4. | «You Got the Best of Me» | Шон Кейн Уолден               | 5:33         |
| 5. | «Live to Love Again»     | Кейн                          | 5:30         |
| 6. | «The Way We Used to Be»  | Шон Кейн Уолден               | 3:35         |
| 7. | «Come Away with Me»      | Шон Кейн Уолден               | 4:02         |

| №                   | Название                              | Автор(ы)                | Длительность |
| ------------------- | ------------------------------------- | ----------------------- | --- |
| 8.                  | «After Glow» (вокал — Дин Кастроново) | Шон Кейн Уолден         | 5:22 |
| 9.                  | «Let It Rain»                         | Шон Кейн Уолден         | 4:40 |
| 10.                 | «Holdin' On»                          | Шон Кейн Уолден Джексон | 3:14 |
| 11.                 | «All Day, All Night»                  | Шон Кейн Уолден         | 3:38 |
| 12.                 | «Don't Go»                            | Шон Кейн Уолден Пинеда  | 4:58 |
| 13.                 | «United We Stand»                     | Шон Кейн Уолден Джексон | 5:05 |
| 14.                 | «Life Rolls On»                       | Шон Кейн Уолден         | 4:57 |
| 15.                 | «Beautiful as You Are»                | Шон Кейн Уолден         | 7:10 |
| Общая длительность: | Общая длительность:                   | Общая длительность:     | 73:12 \| № \| Название \| Автор(ы) \| Длительность \| \| ------------------- \| ------------------- \| ------------------- \| ------------ \| \| 16. \| «Hard to Let It Go» \| Кейн \| 4:08 \| \| Общая длительность: \| Общая длительность: \| Общая длительность: \| 77:20 \| |
| №                   | Название                              | Автор(ы)                | Длительность |
| 16.                 | «Hard to Let It Go»                   | Кейн                    | 4:08 |
| Общая длительность: | Общая длительность:                   | Общая длительность:     | 77:20 |

## Участники записи
Journey
- Арнел Пинеда — вокал (кроме «After Glow»)
- Нил Шон — гитара, бэк-вокал
- Джонатан Кейн — клавишные, бэк-вокал
- Рэнди Джексон — бас-гитара, бэк-вокал
- Нарада Майкл Уолден — ударные

Прочие музыканты
- Дин Кастроново — вокал в «After Glow»
- Джейсон Дерлатка — бэк-вокал

Производство
- Journey — продюсеры
- Боб Клирмаунтин, Адам Аян, Джим Рейцел, Кит Грэтлейн, Дэвид Калмусский — звукоинженеры

## Чарты
| Чарт (2022)                                  | Пик. позиция |
| -------------------------------------------- | ------------ |
| Австрия (Ö3 Austria)                         | 23           |
| Бельгия/Фландрия (Ultratop)                  | 25           |
| Бельгия/Валлония (Ultratop)                  | 77           |
| Нидерланды (Album Top 100)                   | 65           |
| Германия (Offizielle Top 100)                | 7            |
| Япония (Oricon)                              | 22           |
| Japanese Hot Albums (Billboard Japan)        | 29           |
| Шотландия (Scottish Albums Chart)            | 8            |
| Испания (PROMUSICAE)                         | 92           |
| Швейцария (Schweizer Hitparade)              | 2            |
| Великобритания (UK Albums Chart)             | 87           |
| Великобритания (UK Independent Albums Chart) | 3            |
| США (Billboard 200)                          | 88           |
| США (Billboard Independent Albums)           | 9            |
| США (Billboard Top Rock Albums)              | 17           |